# Церква Святого Апостола Петра (Тернопіль)
Церква Святого Апостола Петра — храм УГКЦ в Тернополі (деканат м. Тернополя — Східний).

## Історія
Парафія Святого Апостола Петра утворена в 1993 році.
Будівництво храму розпочато в 1998 році.
12 липня 2005 року Преосвященніший владика Тернопільсько-Зборівський Кир Михаїл Сабрига посвятив церкву в честь святого апостола Петра. Були запрошені численні гості з Австрії, Польщі та всієї України.

## Монастир
У 1994 році брати з Провінції Успіння Пресвятої Богородиці в Польщі з благословення правлячого архієрея Михаїла Сабриги поселилися в Тернополі, служачи при парафії Святого Апостола Петра. У 1996 році брати збудували монастир Різдва Пресвятої Богородиці (Чину Братів Менших візантійсько-українського обряду).
Від 2008 року монахи видають газету «Вісник св. Франциска» (вийшло 15 номерів). При монастирі діє бібліотека для семінаристів, чернецтва і студентів, яка налічує понад 6 тисяч книг переважно богословського жанру. Є також філософія, мовознавство, психологія, релігієзнавство, християнська і францисканська духовість.
При монастирі діють школа св. Антонія та зоокуток, де є фазани, павичі, голуби, домашня птиця та страуси.
4 березня 2010 року відбулося освячення пам'ятника св. Франциска на честь 800-річчя затвердження францисканського Уставу.
За сприяння Чину Братів Менших (східного обряду) видані книги:
- Святий Франциск з Асижу і його Чин (2001)
- Францисканський молитовник (2005)
- Квіти святого Франциска (2009)
- Твори преподобного і богоносного Франциска з Асижу, серафимського отця (2012)

Брати монастиря Різдва Пресвятої Богородиці:
- о. Юстиніан Городечний ЧБМ — протоігумен, місіонар, асистент ІІІ Чину св. Франциска, редактор газети «Вісник Св. Франциска», синкел у справах монашества Тернопільсько-Зборівської архієпархії УГКЦ

- о. Іван-Канти Пєхота ЧБМ — ігумен, парох Церкви Святого Петра і Успіння Пресвятої Богородиці (с. Гаї Шевченківські)
- о. Пантелеймон Заяць ЧБМ — сотрудник парафії Святого Апостола Петра
- о. Теодор Мота ЧБМ — сотрудник парафії Святого Апостола Петра, катехит
- о. Тарасій Починок ЧБМ — сотрудник парафії св. ап. Петра, катехит
- о. Еміліан Семенишин ЧБМ — сотрудник парафії Св. Ап. Петра і Успіння Пресвятої Богородиці (с. Гаї Шевченківські)
- о. Юстиніан Городечний ЧБМ — протоігумен, асистент ІІІ Чину св. Франциска
- бр. Вальдемар Чарноцький ЧБМ — фіртянин, захристіянин

Pro familia:
- о. Патрик Сов'як ЧБМ (належить до Кустодії Святої Землі)
- о. Божидар Цьвіренько ЧБМ (належить до Кустодії Святої Землі)

## Шопка
У храмі з 2005 року встановлюється Різдвяна шопка, яку нині вважають найбільшою в Україні. До того вертеп був у каплиці, його встановлюють ще від 1994 року.
Її щороку вдосконалюють. 2014 року її розміри склали 20х40 метрів. Встановлення шопки триває щонайменше 4-5 днів.
У центрі композиції вертепу — Пресвята Родина і маленький Ісус. Тут біжать струмочки, їздить поїзд, брат-францисканець б'є у дзвін. Є штучна водойма, де плавають живі карасі. Парафіяни й отці жартують, що вертеп є символічним відображенням Тернопільського краю. Адже на шопці стоїть Збаразький замок, а поїзд їде до Зборова.
Є тут також живі тваринки: фазани, куріпки та кролики.
Як зазначив францисканський монах брат Партеній Даць, цього року (2022 р.) шопку навіть зробили ширшою, ніж торік і додали нові елементи. Ширина шопки 80 метрів, а була 60. Висота 20 метрів. Цього року в шопці є понад 1000 елементів. В цьому році шопка отримала Ноєв ковчег, рухому фігурку бджоляра, який добуває мед. Допомагають облаштовувати шопку 25 осіб .
Отець Арсеній:
|  | Дерев'яний каркас робив столяр. Наш настоятель отець Іван дає йому час від часу роботу. Ні архітекторів, ні художників не залучали. Рухомі фігури майстрував отець Косма. Він прийшов до нас служити у 1999 році, тоді вперше долучився до створення вертепу. У 2003 році уже став настоятелем монастиря в Ужгороді. Але щороку приїжджає до нас, щоб допомогти із шопкою. Придумує, куди що переставити, що нове додати, а отець Іван шукає для цього місце. Підмайстрами були близько двох десятків наших братів із монастиря. |

## Спільноти та діяльність парафії
При парафії діють:
- хор «Ґлорія»
- хор «Осанна»
- хор «Теофон»
- спільнота «Марійська дружина»
- спільнота «Вівтарна дружина»
- спільнота «Школа св. Антонія Падевського»
- спільнота «Лицарі Колумба»
- спільнота «Матері в молитві»
- спільнота «ІІІ чин св.Франциска»
- спільнота «ФраМ»
- спільнота «Братство Матері Божої Неустанної Помочі»

Напередодні свята св. Миколая молодь парафії організовує щорічну акцію «Листи до святого Миколая». Щороку організовують міні-фестиваль вертепів та колядок. У час Великого посту проходить Хресна дорога вулицями Тернополя.

## Покликання
- Сайт Чину Братів Менших
- Найбільша в Україні Різдвяна шопка знаходиться у Тернополі
- У Тернополі встановили найбільший в Україні вертеп